# Ollantaytambo

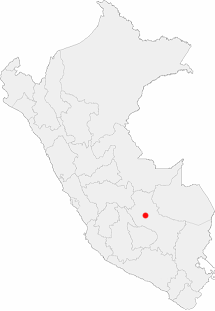
Położenie Ollantaytambo na mapie Peru

Ollantaytambo – forteca inkaska, strategicznie usytuowana w północnej części Świętej Doliny Inków w Peru. Ollantaytambo jest jedną z najlepiej zachowanych osad Inków. Najbardziej znaną budowlą jest nigdy nie ukończona „Świątynia Słońca”. 
W pobliżu twierdzy w roku 1536 miała miejsce bitwa pomiędzy Hiszpanami a powstańczymi oddziałami Inki Manco.

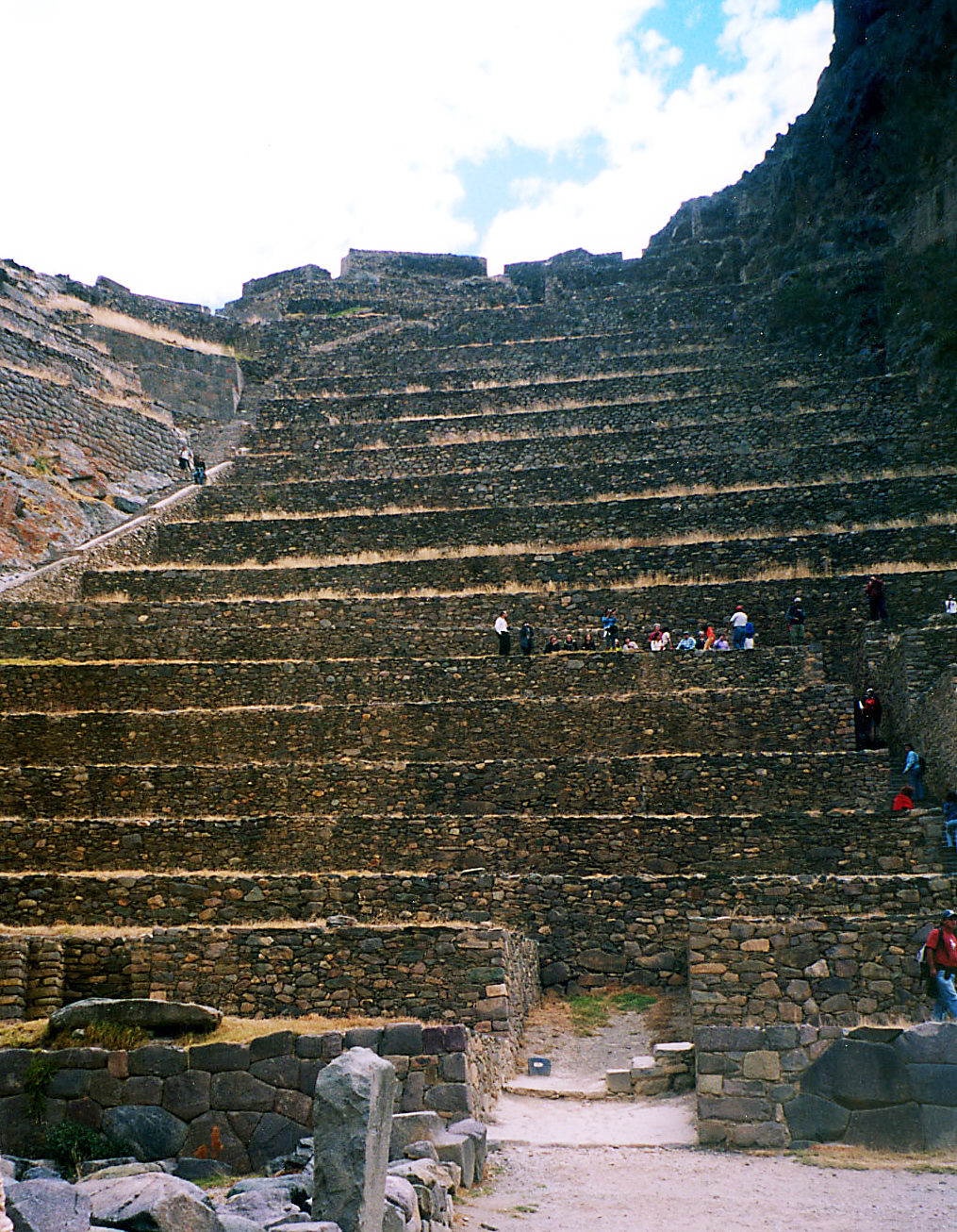
Schody
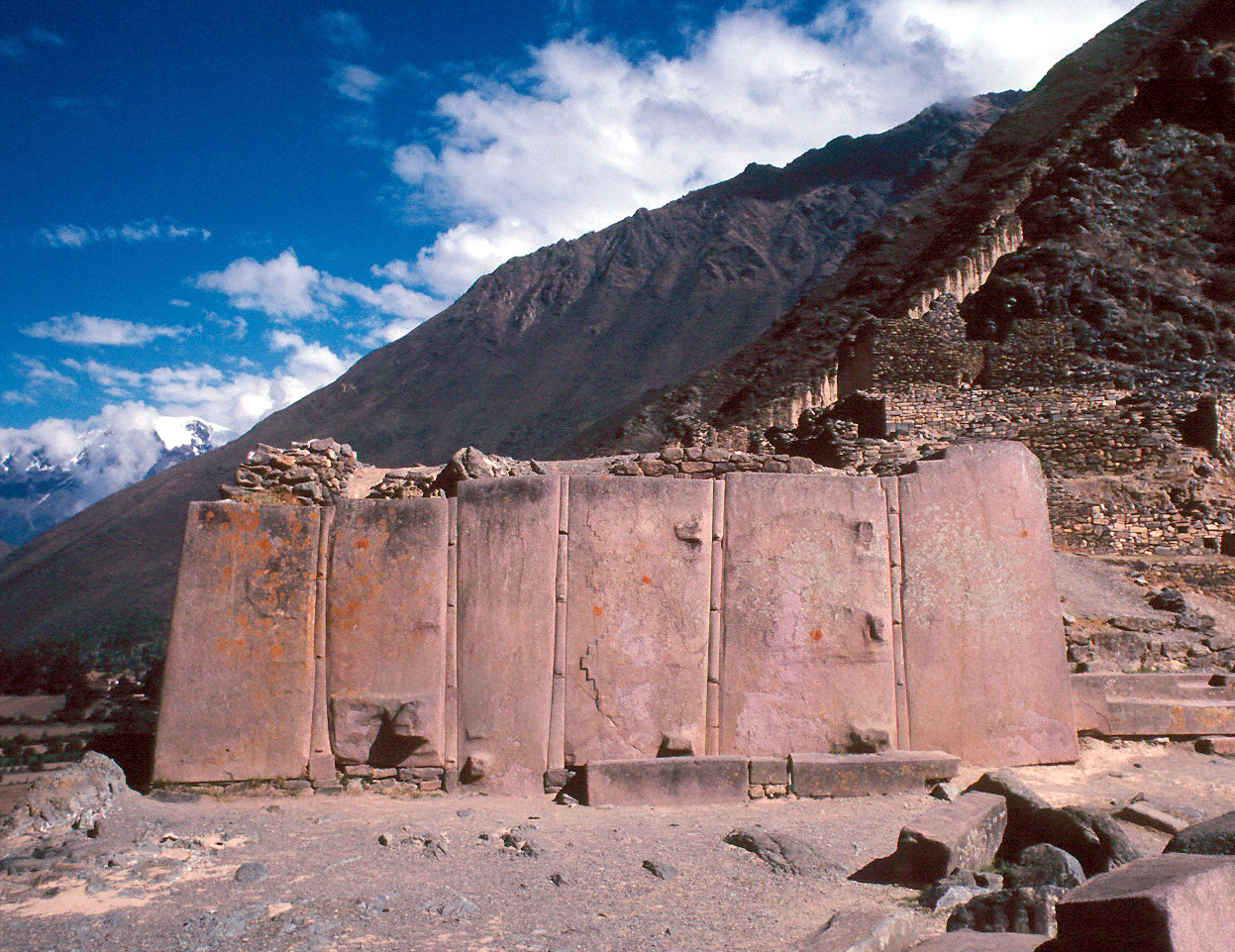
Mur złożony z 6 monolitów